# Туфо
Туфо (итал. Tufo) — коммуна в Италии, располагается в регионе Кампания, в провинции Авеллино.
Население составляет 951 человек (2008 г.), плотность населения составляет 190 чел./км². Занимает площадь 5 км². Почтовый индекс — 83010. Телефонный код — 0825.
Покровителем коммуны почитается святой архангел Михаил, празднование 8 мая.

## Демография
Динамика населения:

## Администрация коммуны
- Официальный сайт: https://web.archive.org/web/20090707024836/http://www.comunetufo.it/